# Khedrub Gjaco
Khedrub Gjaco, XI Dalajlama (tyb.: མཁས་གྲུབ་རྒྱ་མཚོ, Wylie: mkhas grub rgya mtsho, ZWPY: Kaichub Gyaco; ur. 1 listopada 1838 w Gathar – zm. 1855 lub 31 stycznia 1856, Lhasa).
Jako inkarnacja Dalajlamy rozpoznany został w roku 1840. W 1842 wprowadzony do pałacu Potala, intronizowany 25 maja 1842. Pełnię władzy objął 1 marca 1855, jednak zmarł rok później.